# آرثر بيمبر
آرثر بيمبر (بالإنجليزية: Arthur Pember)‏ رياضي بريطاني الجنسية (1835-1886). عمل صحفيا وكاتبا، عرف كأول رئيس لاتحاد كرة القدم، منذ عام 1863 إلى 1867، وبوصفه عضوا في (نادي ن.ن) أو (ن.ن كيلبورن)، وكان من مؤسسي اتحاد كرة القدم.
كان بيمبر أحد مؤسسي كرة القدم. وحاصل على تعليم فيكتوري عالٍ، ولديه معرفة في حقول الأدب والعلوم والشؤون الحياتية آنذاك الخ.
عمل آرثر صحفيا في صحيفة نيو يورك تايمز بعد الحرب الأهلية الأمريكية. وكانت الحقيقة الأكثر إثارة للاهتمام هي تحقيقاته السرية وتدخله في شؤون المحررين المعروفين آنذاك. عمل لصالح الصحافة في الأيام الأولى للتحقيقات، عندما كشفت صحيفة نيويورك تايمز ملابسات خطيرة في الحكومة بما في ذلك بوس تويد الخاص بالطوق تاماني. كانت تحقيقات بيمبر على قدر كبير من الفكاهة وتشكل عنصرا خطر، كما أنه كشف عن الحقيقة وراء المجتمع الأميركي والفيكتوري، قام بالاجتماع مع أحد متسولي الشوراع من جهة ومع أرباب الصناعة من جهة أخرى. كما قام بتاليف كتاباً هاماً يشير إلى الإصلاحيين في ذلك الوقت.